# Forte de Karlsborg

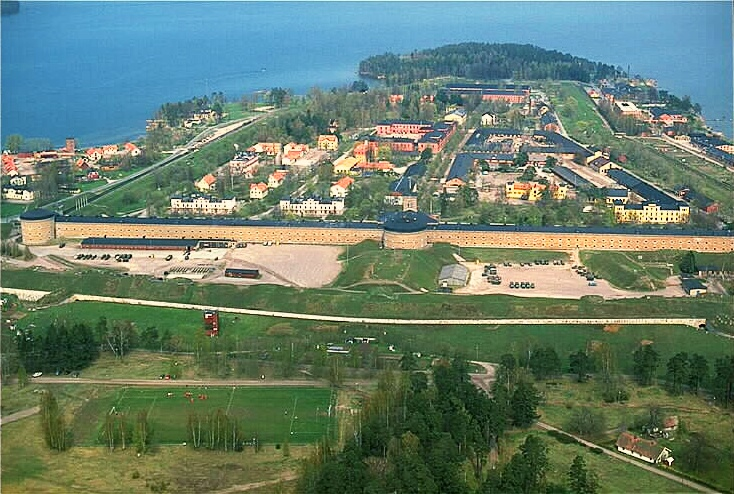
Vista aérea do Forte de Karlsborg

O Forte de Karlsborg (em sueco:  Karlsborgs fästning) está localizado na ponta de Vanäs, na margem ocidental do lago Vättern, na Suécia. Concebido como parte de um sistema de defesa integrado do país, destinava-se a albergar, em caso de guerra, a família real, o governo e as reservas do banco central do país. A ideia força detrás desta concepção era o conceito de "defesa centralizada", que emergira depois da traumática "perda da Finlândia".

## História
As suas obras foram iniciadas em 1819 e dadas como concluídas em 1909. O local para a sua construção foi escolhido por Baltzar von Platen, tendo em conta a defesa do canal de Gota. Ao final da Primeira Guerra Mundial, em 1918, as estruturas de defesa do país foram desativadas, tendo as instalações do forte sido utilizadas como quartel por diversas unidades militares. Junto à fortificação em construção formou-se uma povoação, a atual cidade de Karlsborg. Foi classificado em 1935 como monumento-património da Suécia, constituindo-se, na atualidade, em atração turística. Em seu interior destaca-se a igreja da guarnição ("Garnisonskyrkan"), de proporções monumentais, uma vez que foi projetada para receber o governo e o parlamento suecos, em caso de crise nacional.